# Várbalog
Várbalog je obec v Maďarsku v župě Győr-Moson-Sopron, spadající pod okres Mosonmagyaróvár. Nachází se blízko rakouských hranic, asi 19 km jihozápadně od Mosonmagyaróváru, 57 km severozápadně od Győru a asi 178 km severozápadně od Budapešti. V roce 2023 zde žilo 411 obyvatel.
Obcí prochází vedlejší silnice 8508. Její součástí je osada Albertkázmérpuszta, u které se nachází hraniční přechod. Nachází se zde dva římskokatolické kostely, kostel svatého Ducha ve Várbalogu a kostel svatého Štěpána v Albertkázmérpusztě.

## Sousední obce
| Růžice kompasu | Halbturn (AT) |  | Mosonszolnok | Růžice kompasu |
| Růžice kompasu | Sever         |  |              | Růžice kompasu |
| Růžice kompasu | Várbalog      |  |              | Růžice kompasu |
| Růžice kompasu | Jih           |  |              | Růžice kompasu |
| Růžice kompasu | Andau (AT)    |  | Jánossomorja | Růžice kompasu |